# Lidečko
Lidečko là một làng thuộc huyện Vsetín, vùng Zlínský, Cộng hòa Séc.